# Miguel Ángel Ayuso Guixot
Miguel Ángel Ayuso Guixot, M.C.C.I. (* 17. června 1952, Sevilla – 25. listopadu 2024, Řím) byl španělský římskokatolický kněz, biskup, kardinál a předseda Papežské rady pro mezináboženský dialog a prefekt Komise pro náboženské vztahy s muslimy.

## Život
Narodil se 17. června 1952 ve španělské Seville.
Dne 2. května 1980 složil věcného sliby u Misionářů komboniánů Srdce Ježíšova. Stejného roku 20. září byl vysvěcen na kněze a začal působit jako misijní kněz v Egyptě a Súdánu, a to až do roku 2002.
Na Papežském institutu arabistických studií a islamologie získal roku 1982 licenciát a na Univerzitě v Granadě získal doktorát z dogmatické teologie (2000).
Roku 1989 začal působit jako profesor islamologie v Chartúmu a později v Káhiře. Poté odešel na Papežský institut arabistických studií a islamologie kde v letech 2006-2012 působil jako předseda tohoto institutu.
Dne 30. června 2012 jej papež Benedikt XVI. jmenoval sekretářem Papežské rady pro mezináboženský dialog a viceprefektem Komise pro náboženské vztahy s muslimy.
Dne 29. ledna 2016 jej papež František ustanovil titulárním biskupem z Luperciany. Biskupské svěcení přijal 19. března stejného roku z rukou papeže Františka a spolusvětiteli byli kardinál Fernando Filoni a arcibiskup Giovanni Angelo Becciu.
Dne 25. května 2019 byl jmenoval předsedou Papežské rady pro mezináboženský dialog a prefektem Komise pro náboženské vztahy s muslimy.
Mluví španělsky, arabsky, anglicky, francouzsky a italsky.
Dne 5. října 2019 jej papež František jmenoval kardinálem–jáhnem diakonie San Girolamo della Carità.
Zemřel dne 25. listopadu 2024 v Římě ve věku 72 let.